# Sigma Chi
 (août 2012).
Si vous disposez d'ouvrages ou d'articles de référence ou si vous connaissez des sites web de qualité traitant du thème abordé ici, merci de compléter l'article en donnant les références utiles à sa vérifiabilité et en les liant à la section « Notes et références ».
La fraternité Sigma Chi est une fraternité américaine fondée en 1855. Elle compte 237 chapitres actifs et près de 300 000 membres initiés. Elle fut fondée le 28 juin 1855 à l'université Miami située à Oxford en Ohio. À la suite d'une dispute entre des membres de la fraternité Delta Kappa Epsilon, relatif à l'élection d'un « poète » dans la société littéraire Erodelphian, six des 12 membres que comptait la fraternité décidèrent de quitter les DKE afin de fonder leur propre organisation. 
Les sept pères fondateurs : Benjain Piatt Ruckle, Thomas Cowan Bell, William Lewis Lockwood, Isaac M. Jordan, Daniel William Cooper, Franklin Howard Scobey et James Parks Caldwell. 
La fraternité fait partie de la « Triade de Miami », soit trois fraternités majeures nord-américaines fondées à l'université Miami avec les Beta Theta Pi et les Phi Delta Theta
Les couleurs officielles de la fraternité sont le bleu et l'or ; son écusson est en forme de croix et comporte un symbole à chacune de ses extrémités, soit deux clés croisées en haut, la tête d'un aigle à gauche, sept étoiles dorées et une paire de mains serrées en bas et un rouleau de parchemin à droite. Sur le centre de la croix sont inscrites en or les lettres grecques Sigma (Σ) et Chi (Χ) sur un fond noir. Les extrémités gauches et droites de la croix sont reliées par une chaîne dorée. 
La raison d'être de la fraternité est la promotion des concepts de l'amitié, de la justice et de la connaissance ; la construction d'une confrérie entre ses membres, quel que soit leur chemin de vie. Elle se donne pour mission le développement de leaders dévoués au renforcement du caractère et engagés envers leur université et envers leur communauté. La vision des Sigma Chi est « de devenir la référence en matière d'organisation de développement du leadership en milieu universitaire - centrés, portés et vivant selon ses valeurs fondamentales. »

## Symboles
- couleurs : Bleu Vieil Or
- symbole : La croix blanche
- fleur : Rose blanche
- principes : Amitié, Justice et Connaissance